# Şahbəyli (Kürdəmir)
Şahbəyli è un comune dell'Azerbaigian situato nel distretto di Kürdəmir.